# Koraalzee
De Koraalzee (Engels: Coral Sea, Frans: Mer de Corail) is een randzee van de Grote of Stille Oceaan. Zij is gelegen tussen de Australische deelstaat Queensland in het westen, Papoea-Nieuw-Guinea in het noordwesten, de Salomonseilanden in het noordoosten en Vanuatu en Nieuw-Caledonië in het oosten. In het noordwesten grenst de zee in de Straat Torres aan de Arafurazee, in het noorden aan de Salomonzee en in het zuiden grenst ze aan de Tasmanzee. In het noordwesten wordt de Golf van Papoea tot de zee gerekend. De Koraalzee is genoemd naar het Groot Barrièrerif, het grootste koraalrif ter wereld. De Koraalzee-eilanden, een Australisch extern territorium, liggen in deze zee.
De Slag in de Koraalzee vond er plaats in mei 1942 en betekende een belangrijk keerpunt in Tweede Wereldoorlog.

## Zeestromingen
In de zee ligt de Hirigyre met de zeestromen Noord-Queenslandstroom, Pacifische Zuidequatoriale stroom en Golf van Papoeastroom.